# ある女の遠景
『ある女の遠景（あるおんなのえんけい）』は日本の小説家、舟橋聖一が著述した小説である。

## 概要
『ある女の遠景』は全5章からなる長編小説である。第1章「ある女の遠景」は舟橋が57歳の時、『群像』1991年5月号に発表され、以後同誌に間隔を開けて1章毎が掲載された。そして1963年10月に講談社から全5章が纏められた単行本『ある女の遠景』として刊行された。
物語は地方都市の名家の令嬢である維子（つなこ）を主人公に、彼女の戦争中の少女時代から戦後の大人の女となる間に起きる、大好きだった叔母伊勢子の死と、その叔母の不実の愛人であった男に自分も同様に惹かれ愛欲の深みに進んでゆく様が描かれている。
維子と伊勢子との重ね合わせ、更に和泉式部の歌・伝説をストーリーに組み込むことで多恋愛な女ともされる和泉式部との重ね合わせもして、女達を重層的に描いた作品構成を持っている。また、王朝文学的な人間模様と恋愛の様を現代を舞台にして展開し、日本の伝統的恋愛は精神性より色欲が先に立つことを示した作、と評価されている。
伊藤整、山本健吉他によって舟橋の代表作のひとつにあげられている。この小説で舟橋は生涯初となる文学関係の賞として、1963年度の第5回毎日芸術賞を受賞した。

## あらすじ
維子には30歳そこそこで死んだ13歳上の父方の叔母伊勢子がいた。美しく教養がある伊勢子を維子は母よりも好きであった。伊勢子には泉中紋哉という結婚を約束した男がいた。紋哉は軍需会社の社長で戦時中にもかかわらず道楽者と評される人物で在った。そして伊勢子の他に芸者の二郎丸という女がいるのを伊勢子に知られながら、二郎丸と手を切るのを先延ばしにしていた。
伊勢子は奥久慈の更に奥にある温泉宿で自殺未遂を起こした。維子は伊勢子の兄でもある父と共に伊勢子を引き取りに温泉宿へ行き、その夜、父と叔母の話から紋哉がどんな男なのか感じ取った。
維子9歳のある日、維子は伊勢子の紹介で紋哉と初めて対面しM市の鰻屋で鰻を食べることになった。鰻屋で伊勢子が席を外すと紋哉は維子をあぐらをかいた自分の股の間に座らせた。そして、いきなり維子の口を吸った。この行為に維子は離れようとしても離れられない感情に捉えられてしまう。
それから数年後、紋哉はまだ二郎丸と手を切らず、あまつさえ二郎丸との間に子を為すなどの、伊勢子に酷な不実を働いていた。そして、伊勢子はかって自殺未遂を起こした温泉の更に奥の和泉式部伝説の残る猫啼温泉の旅館で死んだ。死の枕元には『和泉式部日記』があった。維子は紋哉が叔母を殺したも同然と紋哉を呪うが、同時に9歳の時の接吻が忘れられなかった。
成人した維子は紋哉と再会した。今の紋哉はいずれは閣僚に、との呼び声高い政治家である。その妻には二郎丸が収まっていたが、伊勢子と瓜二つの美女となった維子に紋也は色目を使う。そんな紋哉への復讐心を滾らせる維子であるが、同時に紋哉に惹かれる維子はとうとう紋哉に体を与えてしまう。それから維子は紋哉との愛欲の日々を送るようになる。あたかも伊勢子の愛を引き継ぐように。
そんな時、維子は伊勢子の日記を見つける。そこには伊勢子が紋哉以外の男=N男=と愛の無い情交を貪っていた事が綴られていた。紋哉を愛する一方でN男と姦淫する伊勢子は袋田へ逃げるように旅立った。日記は、旅宿でN男に首を絞められる、そんな伊勢子の夢の描写で終わっていた。その後、猫啼温泉で伊勢子は死んだのだった。
日記を読み、伊勢子への憧憬が崩れた維子であったが、"遠景の中では、どんな恥も醜さも、それをめぐる靄の中にかくれてしまう･･････"と思うのであった。一度は父母に紋哉と離れると宣言した維子であったが、最早紋哉への愛欲は断ちがたく、父母と別れ維子は紋哉の元へ行った。

## 主な登場人物
久谷維子
本作の主人公。M市の名家の娘で、少女時代をM市で過ごし、戦災で焼け出され東京に移った。父方の叔母伊勢子を敬愛しており、伊勢子の愛人の泉中紋也に憤りを抱いているが、9歳の時紋也に口づけをされた体験から紋也に魅力も感じている。死んだ伊勢子と瓜二つに成長した維子に食指を伸ばした紋也に京都旅行の際、体を与える。それからは紋也との愛欲の日々を送る。娘を心配する父の為、一旦は紋也と別れる、と口にするが、結局紋也の元に戻ってしまう。
高橋英夫は維子は伊勢子よりずっと明るく、活溌であり、良家の子女にしては男に対し大胆な振る舞いを見せる、と評している。そして、維子は伊勢子の「再生」の業を背負った女であると、述べた。
作中、維子は、寝ている紋哉の体を「クンクン」と嗅いだり、紋哉の体臭が残る浴衣を嗅ぎながら陶酔するなど、紋哉の体臭に並々ならぬ関心を示している。丸谷才一は、男の体臭を愛するという痴愚によって維子は美しく強くなる、と評した。
}
林房雄は維子は和泉式部のように愛欲を貫こうとする女性として描かれている、と評した。
久谷伊勢子
維子の叔母で維子の父脩吉の妹。維子とは13歳年が離れている。結婚を約束した愛人の泉中紋哉の不実に悩まされながらも離れることは出来ず、30歳そこそこで水郡線沿線の猫啼温泉の温泉宿で死んだ。が、残された伊勢子の日記にはN男と呼ぶ男とも関係を持っていたことが綴られていた。自殺と思われた死に、実は他の者が関わっていたかどうかは明らかになっていない。墓はM市にある。
伊勢子がN男と関係を持ったのは紋哉の不実に対し精神の安寧を保つ為であった。が、N男は執念深い男で伊勢子に挑みかかり、伊勢子もN男を切れず、それが彼女を破滅させた。
伊勢子は『和泉式部日記』を愛読する教養ある女性であり、彼女の死に元にはその本があった。伊勢子の日記では和泉式部への共感が強く示されている。
泉中紋哉
太平洋戦争中は軍需会社社長で、戦後、大物政治家となった男。伊勢子と結婚の約束をしている一方、芸者の二郎丸に子を産ませる。そのことに苦悩し感情的になった伊勢子を「魅力が増した」と手放さなかった。伊勢子の姪維子が9歳の時、彼女の唇を奪う。成人し伊勢子と瓜二つの容姿となった維子の身体を求め、ついに京都でそれを得る。以後維子と逢瀬を重ねる。娘を案じる久谷脩吉と対立し一旦は維子と引き離され、それが原因で政治活動も疎かになりかける。が結局維子は自身から彼の元へ戻ってきた。
河上徹太郎は『ある女の遠景』という小説が持つ王朝文学的要素の１つに、泉中紋哉という政界の大物が表した好色さと、そんな人物が維子という美少女に惹かれる「純情」さを、王朝時代の権力者の性愛と同定してあげている。
山本健吉は"二人の女が泉中に惹きつけられるのは、結局、閨房における肉体の魅力"であり、"「閨房の魅力」以外には、泉中はただの俗物である。"と評した。
作中、紋哉は自説を述べ立て譲らない男として描かれている。野口冨士男はそのような「闘魂」が作者舟橋聖一にも通じている旨、述べている。
時子（芸者の二郎丸の本名）
東京の裕福な一流の芸者屋の子で、藤間流の名取。伊勢子の恋敵であり、紋哉との間に子をもうけ、紋哉と籍を入れ恋の勝者となる。その過程で紋哉を殺して自分も死ぬ、などと強硬なことも云う。紋哉が維子に色目を使い出すと、維子に縁談話を持ちかけ片付けようと画策する。
維子は時子の事を、美しさでは劣るが伊勢子のような素人女の野暮ったさが無く垢抜けていると評価し、伊勢子が振られたのもそんな点だったのだと悟っている。丸谷才一は舟橋聖一の世界では"芸者はこの世界における美の典型であり基準である。"とし、それに"反逆する者は、伊勢子のように敗れなければならない。"との述べている。
久谷脩吉
維子の父、伊勢子の兄。I県の役人で図書館長を務めた。妹のことを溺愛しており、不実を働く紋哉には憤りを持っているが苦手意識から強く出られないでいる。戦災で焼け出され東京に越し、やがて伊勢子が死ぬと意気喪失してしまう。政界の大物になった紋哉に再会した際はへりくだって接するが、妹に続き娘まで紋哉の手に犯されるに至り、さすがに対決姿勢を見せ一旦は娘を取り戻す。が、娘の意思を翻すことが出来ず紋哉の所に戻させてしまう。最後は、更に老衰することを予感させる。伊勢子の死亡現場に立ち会い、また伊勢子の日記も読んでおり、伊勢子の死の真相を把握していた。
河上徹太郎は、脩吉の紋哉への不甲斐ない態度を、王朝時代の、零落した貴族の姫君が権力者に囲われる場面での親の卑屈さとの類似を指摘している。
N男
伊勢子の日記の中にだけ記されている彼女の愛人。日記には伊勢子の方から手を出して、からかっているうちに相手が本気になって只ですまなくなった、と記されている。伊勢子には頭の悪い、くだらない男と切り捨てられているが、逢えばSEXは抑えられない男ともされている。伊勢子にかなり執着しているが、彼女の死にどの程度関わったのか、彼女の死後どうなったのかは不明である。

## 物語の舞台
この小説には維子が少女時代に住んでいた水戸、伊勢子の死の道程にある奥久慈、猫啼温泉、紋哉と情を交わす京都、東京、蒲郡などの土地が登場する。
水戸市は舟橋が水戸高等学校に在学していた頃住んでいた地で、維子が紋哉に唇を奪われた少女時代のシーン、又、伊勢子の墓参りに行くシーンの舞台となっている。作中では"M市"と匿名化されているが、「天保の頃、古い藩主がこしらえたという名高い公園」（偕楽園のこと）古い藩主がこしらえたという名高い公園」（＝偕楽園）との表現や、維子がM市にある叔母の墓所へ向かう下り電車の車窓の描写が水戸駅入構前のそれと一致することからM市は水戸市のことであるのは明らかである。『ある女の遠景』は第1章「ある女の遠景」で維子が汽車でM市に向かうシーンから始まり、最終章「痩牛のいる遠景」で伊勢子の墓参りをした後、維子と紋哉が車でM市を離れ、伊勢子が死の直前に訪れていた袋田の滝がある袋田に向かうシーンで終わる。
伊勢子の死地となった猫啼温泉は水郡線沿線にある和泉式部伝説の残る温泉街である。第3章「猫と泉の遠景」は維子が伊勢子が残した『和泉式部日記』の本を持って猫啼温泉に行き叔母の死を訪ねるシーンがメインとなっている。平安時代の和泉式部が現代の伊勢子、維子の遠景となることが示されたシーンの舞台となっている。

## 批評・評価
概要節記述のとおり『ある女の遠景』は舟橋聖一の代表作の一つに挙げられている。山本健吉は彼の性愛感の集大成作、と述べている。河上徹太郎は1963年度の日本の文壇のベスト作の一つに入れたいと評し、丸谷才一は"傑作"と述べている。対して林房雄は舟橋が複数作の連載を抱えてた故、質が落ちたと嘆き、平野謙は期待したたほどの意外な結末で無かったと、高評価を出さなかった。
河上徹太郎はこの作品の持つ要素として、第1に維子と伊勢子をつなぐ"王朝文学的もののあわれ"、第2に地位ある男が良家の美少女に惹かれる"純情"の過程、第3にはブルジョア娘が道徳に反逆しつつ両親と愛人の間を揺れ動く”初心な愛情"、を上げている。第1の"王朝文学的もののあわれ"は、”二人が『和泉式部日記』を愛読することで象徴され、日本女性の男への隷属と男好きという一見矛盾した性感情が、一元的に強調されている。"と述べている。
伊藤整はこの物語は"維子という良家の子女に現れた色好みの物語である。"とし、この小説は日本人の男女の恋愛の本質とはそもそも感覚的なもので、"しばしば道徳と強く結びつくところの近代の恋愛を否定しているかに見える"と述べている。

## 収録書誌情報
掲載雑誌
- 舟橋聖一「ある女の遠景」『群像』第16巻第5号、講談社、1961年5月、6-34頁。
- 舟橋聖一「山霧の遠景」『群像』第17巻第1号、講談社、1962年1月、136-169頁。

※この章名は1963年刊の単行書収録時に『霧また霧の遠景』と改題された。
- 舟橋聖一「猫と泉の遠景」『群像』第17巻第10号、講談社、1962年10月、6-49頁。
- 舟橋聖一「雪と狐の遠景」『群像』第18巻第6号、講談社、1963年6月、66-104頁。
- 舟橋聖一「痩牛のいる遠景」『群像』第18巻第9号、講談社、1963年9月、6-85頁。

単行書
- 舟橋聖一『ある女の遠景』講談社、1963年10月、423頁。 NCID BN10802740。
- Funabashi Seiichi Oscar Benl訳 (1967) (German). Das Mädchen Tsunako : roman. Horst Erdmann. p. 367. NCID BA13262036

※ドイツ語版
文庫本
- 舟橋聖一『ある女の遠景』講談社〈講談社文庫〉、1971年7月、413頁。 NCID BA64130881。
- 舟橋聖一『ある女の遠景』講談社〈講談社文芸文庫〉、2003年12月10日、464頁。ISBN 4061983547。 NCID BA64975569。

全集、選集
- 谷崎潤一郎[ほか] 編『舟橋聖一』中央公論社〈日本の文学 54〉、1966年5月、526頁。 NCID BN09091838。

※口絵に小磯良平画「ある女の遠景」有り。
- 舟橋聖一『ある女の遠景』新潮社〈舟橋聖一選集 8〉、1968年10月、394頁。 NCID BA33069899。
- 舟橋聖一 著、武者小路実篤[ほか] 編『ある女の遠景 ; 裾野』河出書房新社〈日本文学全集 30〉、1968年11月、358頁。 NCID BN09434129。
- 舟橋聖一『舟橋聖一』河出書房新社〈日本文学全集 カラー版 25〉、1969年9月、390頁。 NCID BN0486853X。
- 井上靖 [ほか] 編『坂口安吾 ; 舟橋聖一 ; 高見順 ; 円地文子』小学館〈昭和文学全集 12〉、1987年10月、1077頁。ISBN 4095680121。 NCID BN01313109。

以下は第1章「ある女の遠景」のみ収録している。
- 日本文芸家協会 編『文学選集』 27(昭和37年版)、講談社、1962年9月。 NCID BN05492236。
- 祖田浩一 [ほか] 編『茨城』ぎょうせい〈ふるさと文学館 9〉、1995年3月、659頁。ISBN 4324037760。 NCID BN12099135。

## 批評文献書誌情報
- 伊藤整「解説」『舟橋聖一』中央公論社〈日本の文学 54〉、1966年、502-515頁。 NCID BN09091838。
- 江藤淳「昭和三十六年五月」『全文芸時評』 上巻  昭和33年〜46年、新潮社、1989年11月、122-128頁。ISBN 410303307X。 NCID BN0407252X。
- 沖野厚太郎「大谷崎・『源氏物語』・プルースト : 『ある女の遠景』と昭和三〇年代の表象空間」『文藝と批評』第12巻第2号、文藝と批評の会、2015年11月、9-39頁、ISSN 02870908。
- 河上徹太郎「文芸時評1 昭和三十六年五月」『河上徹太郎全集』 8巻、勁草書房、1972年1月、52-55頁。 NCID BN02562426。

※『河上徹太郎全集 8』の「文芸時評1」は読売新聞に掲載された「文芸時評」をまとめたものである。
- 河上徹太郎「文芸時評1 昭和三十七年一月」『河上徹太郎全集』 8巻、勁草書房、1972年1月、80-84頁。 NCID BN02562426。
- 河上徹太郎「文芸時評1 昭和三十七年十月」『河上徹太郎全集』 8巻、勁草書房、1972年1月、110-113頁。 NCID BN02562426。
- 河上徹太郎「文芸時評1 昭和三十八年六月」『河上徹太郎全集』 8巻、勁草書房、1972年1月、137-140頁。 NCID BN02562426。
- 河上徹太郎「文芸時評1 昭和三十八年九月」『河上徹太郎全集』 8巻、勁草書房、1972年1月、148-151頁。 NCID BN02562426。
- 木谷喜美枝「舟橋聖一「ある女の遠景」の維子」『國文學 解釈と教材の研究』第29巻第4号、学燈社、1984年3月、64-65頁、ISSN 04523016。
- 黒沢深「王朝美の再現『ある女の遠景』」『舟橋聖一と水戸 評伝舟橋聖一 1』海峡の会、1979年4月、189-237頁。 NCID BN01808735。
- 杉山游「静岡と文学(2)甘美なる重心 舟橋聖一「ある女の遠景」」『静岡近代文学』第4号、静岡近代文学研究会、1989年8月21日、58-59頁、ISSN 0912988X。
- 高橋英夫「解説 和泉式部伝説の遠近法（パースペクティヴ）」『ある女の遠景』講談社〈講談社文芸文庫〉、2003年12月、428-442頁。ISBN 4061983547。 NCID BA64975569。
- 中村光夫「「ある女の遠景」について」『言葉の芸術』講談社、1965年、29-49頁。 NCID BN04032580。
- 林房雄「昭和三十八年九月「痩牛のいる遠景」」『文芸時評』桃源社、1965年、110-113頁。 NCID BN03424687。
- 平野謙「文芸時評2 昭和三十七年十月」『平野謙全集 11』新潮社、1975年10月、56-62頁。 NCID BN03545987。
- 平野謙「文芸時評2 昭和三十八年六月」『平野謙全集 11』新潮社、1975年10月、97-103頁。 NCID BN03545987。
- 平野謙「文芸時評2 昭和三十八年九月」『平野謙全集 11』新潮社、1975年10月、113-118頁。 NCID BN03545987。
- 堀江信男「水戸、水郡線沿線を舞台に・魔性の女　舟橋聖一／ある女の遠景」『茨城の文学と風土』桜楓社、1986年11月、152-160頁。ISBN 4273021374。 NCID BN01566465。
- 丸谷才一「維子の兄」『同時代の作家たち』文藝春秋〈丸谷才一批評集 5〉、1996年1月、93-107頁。ISBN 4165041602。 NCID BN14057497。

※講談社文庫版『ある女の遠景』の解説として初出したものである丸谷才一『同時代の作家たち』文藝春秋〈丸谷才一批評集 5〉、1996年1月、388頁。ISBN 4165041602。 NCID BN14057497。。
- 山本健吉「昭和三十六年五月」『文芸時評』河出書房新社、1969年、244-245頁。 NCID BN07354404。
- 山本健吉「昭和三十七年十月」『文芸時評』河出書房新社、1969年、252-257頁。 NCID BN07354404。
- 山本健吉「昭和三十八年九月」『文芸時評』河出書房新社、1969年、277-282頁。 NCID BN07354404。
- 吉田健一「舟橋聖一 文学入門」『ある女の遠景 ; 裾野』河出書房新社〈日本文学全集 30〉、1968年、347-354頁。 NCID BN09434129。
- 京都新聞社 編「比叡山ドライブウェー 舟橋聖一・ある女の遠景」『京都の文学地図』文芸春秋、1968年11月、158-161頁。 NCID BN05833734。
- 「グラビア 作品の跡を訪ねて(「ある女の遠景」舟橋聖一）」『小説新潮』第18巻第7号、新潮社、1964年7月、70-74頁。

※杉森久英著の解説文を載せている。